# Seneca College
O Seneca Polytechnic é um college canadense público que possuí diversos campi na área da Grande Toronto, Ontário e está entre os colleges mais renomados da província. Oferece programas de graduação e pós-graduação que são desenvolvidos, mantidos e atualizados com a ajuda de comitês consultivos compostos por membros da indústria.

## História
O Seneca foi inaugurado em 1967 como parte de uma iniciativa da província de Ontário para estabelecer uma rede de faculdades de artes aplicadas e tecnologia na região.

## Campi
O Seneca possui vários campi em toda a área da Grande Toronto e em Peterborough. Cada campus tem suas próprias especialidades acadêmicas.

### Newnham Campus
O Newnham Campus é um dos maiores campi universitários do Canadá. Lá mais de 15.000 alunos estudam em tempo integral nas áreas de negócios, engenharia, aviação, educação infantil, moda, ótica, tecnologia da informação, comunicação e artes liberais. O campus, inicialmente conhecido como Finch Campus, foi renomeado em 1984 após o presidente fundador William T. Newnham. O campus também inclui uma residência com 1.113 leitos e centro esportivo. Ele está localizado a oeste da interseção da Highway 404 e Finch Avenue East.

### Seneca @ York
O Campus Seneca @ York apresenta o edifício Stephen E. Quinlan, projetado pelo arquiteto Raymond Moriyama e batizado em homenagem ao terceiro presidente do Seneca, Steve Quinlan. Seneca também compartilha o edifício Victor Phillip Dahdaleh (anteriormente conhecido como edifício TEL) com a York University. Diversos programas estão localizadas neste campus, entre eles estão os programa de Artes Criativas e Animação, Ciências Biológicas, Química Aplicada, Estudos Liberais e Jurídico, Administração Pública e de Escritórios, e Marketing.

### King Campus
O King Campus está localizado em um ambiente natural de 282 hectares (697 acres) de bosques, lagos e campos em King City. É o lar de programas de tempo integral e parcial em Artes Aplicadas, Ciências da Saúde e Serviços Comunitários; que incluem Segurança Pública, Enfermagem, Assistente de Serviço Social, Cuidado Infantil e Juvenil, Ciências do Comportamento, Educação Infantil, Gestão Ambiental da Paisagem, Serviços de Recreação e Lazer, Habilidades Subaquáticas e Assistente Veterinário e Técnico Veterinário.

### Markham Campus
O Markham Campus abriu suas portas em 2005, tornando-se a primeira instalação de ensino pós-secundário na cidade de Markham, Ontário. O campus abriga programas em tempo integral e parcial nas áreas de negócios e turismo, e também nos departamentos de Finanças, Recursos Humanos e Serviços de Tecnologia da Informação da faculdade. Desde 2011, o campus também abriga o Instituto Confúcio.

### Peterborough Campus
O aeroporto de Peterborough em Peterborough é a casa do campus de aviação do Seneca, incluindo uma frota de aeronaves e dispositivos de treinamento de voo usados por alunos matriculados no Programa de Bacharelado em Aviação. Inaugurado em janeiro de 2014,  em resposta ao fechamento pendente do Aeroporto de Buttonville, o campus atende ao segundo, terceiro e quarto anos do programa de graduação, enquanto os alunos do primeiro ano estudam no Newnham Campus. Alguns cursos e serviços no Peterborough Campus são oferecidos em parceria com o Fleming College.

## Acadêmico
O Seneca oferece mais de 145 programas de tempo integral e 135 programas de meio período. A maioria dos programas oferecem oportunidades de aprendizagem experiencial, como co-op, colocações, estágios e opções de serviço comunitário. Os programas do Seneca College são desenvolvidos, mantidos e atualizados com a ajuda de comitês consultivos compostos por membros da indústria. Além disso, o college tem mais de 70 acordos de transferência com instituições pós-secundárias locais e internacionais, incluindo universidades na Austrália, Inglaterra, África do Sul e EUA.

## Internacional
O Seneca atua na educação internacional há décadas e agora atrai cerca de 10.000 estudantes internacionais de 130 países.[carece de fontes?]